# بل شسی (لوئیزیانا)
بل شسی (به انگلیسی: Belle Chasse) شهری در ایالت لوئیزیانا کشور ایالات متحده آمریکا است که جمعیت آن در سرشماری سال ۲۰۱۰ میلادی، ۱۲٬۶۷۹ نفر بوده‌است.